# Iva Kalibánová
Iva Kalibánová, född den 2 juli 1960, är en tjeckoslovakisk orienterare som tog silver i stafett vid VM 1983 och brons i stafett vid VM 1987.